# Shila (bouddhisme)
Pour les articles homonymes, voir Sila.
Śīla (Sanskrit) ou sīla (Pāli) (THL : tsultrim tibétain : ཚུལ་ཁྲིམས, Wylie : tshul khrims) est généralement traduit par « vertu », mais d'autres traductions donnent « bonne conduite », « moralité » « discipline morale » et « précepte »,. Śīla fait partie des pāramitā du mahayana et des dix pāramī du theravada. Il s'agit d'une des trois sections du noble sentier octuple du bouddhisme qui se décompose elle-même en trois catégories : parole juste (« sammā-vācā ») :  ne pas mentir, ne pas semer la discorde ou la désunion, ne pas tenir un langage grossier, ne pas bavarder oisivement ; action juste (« sammā-kammanta ») : respecter un certain nombre de préceptes éthiques; moyens d'existence justes (« sammā-ājīva ») :  profession juste, ce qui exclut le commerce des armes, des produits intoxicants, des poisons, des êtres humains, de la viande.

## Préceptes

### Cinq Préceptes
Pour suivre la morale bouddhiste, il faut aussi suivre les pancasila ou Cinq Préceptes qui sont :  
1. ne pas tuer de créatures vivantes,
2. ne pas voler,
3. ne pas avoir une mauvaise conduite sexuelle,
4. ne pas avoir de mauvaises paroles et ne pas mentir,
5. ne pas consommer de drogues tel l'alcool.

Ces Cinq Préceptes sont pour les laïcs (tout en étant portés à huit lors des retraites ou des jours d'entraînement); on a aussi les huit préceptes des anagarikas, des dix préceptes des moines novices, et enfin de toutes les règles du Vinaya pour les moines et les nonnes.

### Huit Préceptes
Les jours de pleine ou nouvelle lune, les laïcs peuvent ajouter à ces cinq préceptes ainsi trois supplémentaires, en guise de renoncement temporaire :  
1. ne pas tuer de créatures vivantes ;
2. ne pas voler ;
3. s'abstenir de relations sexuelles ;
4. ne pas mentir au sujet de ses réalisations spirituelles ;
5. ne pas consommer de drogues notamment de l'alcool ;
6. ne pas prendre de nourriture après midi ;
7. ne pas danser, jouer de la musique, ni utiliser des parfums ;
8. ne pas dormir dans des lits luxueux[8].

### Dix Préceptes
Les dix préceptes se retrouvent dans plusieurs textes canoniques (par exemple le Kûtadana Sutta du Dīgha Nikāya). Au Japon, ils sont connus sous le nom de jujukai. Les dix préceptes sont :
- S'efforcer de ne pas nuire aux êtres vivants, ni retirer la vie,
- S'efforcer de ne pas prendre ce qui n'est pas donné,
- S'efforcer de ne pas avoir une conduite sexuelle incorrecte ─ plus généralement garder la maîtrise des sens,
- S'efforcer de ne pas user de paroles fausses ou mensongères,
- S'efforcer de ne pas user de paroles dures ou blessantes,
- S'efforcer de ne pas user de paroles inutiles,
- S'efforcer de ne pas user de paroles calomnieuses,
- S'efforcer de ne pas avoir de convoitise,
- S'efforcer de ne pas user d'animosité,
- S'efforcer de ne pas avoir de vues fausses.

Ce qui, formulé de manière affirmative, donne :
- Avec des actions bienveillantes, je purifie mon corps,
- Avec une générosité sans réserve, je purifie mon corps,
- Avec calme, simplicité et contentement, je purifie mon corps,
- Avec une communication véritable, je purifie ma parole,
- Avec des paroles utiles et harmonieuses, je purifie ma parole,
- Avec des mots bienveillants et gracieux, je purifie ma parole,
- Abandonnant la convoitise pour la tranquillité, je purifie mon esprit,
- Changeant la haine en compassion, je purifie mon esprit,
- Transformant l’ignorance en sagesse, je purifie mon esprit.

(Dans cette formulation positive, les 6e et 7e préceptes « négatifs » sont regroupés en un seul).
Ces dix préceptes ne sont pas à confondre avec une autre liste de dix préceptes, plus particulièrement destinée aux moines (d'où sa présence dans le Vinaya Pitaka et non dans les sutras), et qui correspond aux cinq préceptes, plus les suivants :
- S'abstenir de consommer de la nourriture solide entre midi et l'aube,
- S'abstenir de chant, de danse et d'assister aux spectacles,
- S'abstenir de parfums, de cosmétiques et d'ornements,
- S'abstenir d'une haute ou luxueuse literie,
- S'abstenir d'accepter de l'or ou de l'argent.

Contrairement aux autres préceptes, ces cinq derniers sont plus des règles de vie que des principes éthiques.